# Ligularia
Ligularia é um género botânico pertencente à família Asteraceae.